# A lusa bambochata
A lusa bambochata : poema triste em verso alegre da autoria de João Pereira da Costa Lima, ilustrações de Rafael Bordalo Pinheiro, foi publicado em Lisboa, no ano de 1885, pela  "Editores Tavares Cardoso & Irmão", com um total de 155 páginas. Pertence à  rede de Bibliotecas municipais de Lisboa e é considerado uma "raridade bibliográfica".